# Instructeur (aviation)
Pour les articles homonymes, voir Instructeur.
Un instructeur est un pilote qui dispense l'instruction en vol requise pour la délivrance d'une licence ou d'une qualification de pilote.

## Europe
Dans les pays d'Europe membres de l'EASA, instructeur de vol est une qualification (apposée sur une licence) alors qu'aux États-Unis, c'est une licence à part.
Pour dispenser une formation, un instructeur doit avoir au minimum la licence et la qualification pour laquelle il instruit et une qualification d'instructeur valide.
Les règles européennes distinguent plusieurs qualifications d'instructeur :
- Flight Instructor (FI), instructeur de vol
- Type Rating Instructor (TRI), instructeur de qualification de type
- Class Rating Instructor (CRI), instructeur de qualification de classe
- Instrument Rating Instructor (IRI), instructeur de qualification de vol aux instruments ou vol IFR

Pour devenir FI(A) (A pour avion H pour hélicoptère, S pour planeur) en vue de former à la licence de pilote privé avion (PPL(A)), un pilote doit avoir 18 ans révolus et détenir une licence de pilote professionnel avion (CPL(A)) ou un PPL avec 200 heures de vol minimum dont 150 heures en tant que commandant de bord et détenir un CPL théorique (sans le CPL théorique, l'instruction ab initio ne pourra délivré que pour une LAPL). Pour la qualification FI s'ajoutent la nécessité d'avoir effectué 5 heures sur avion de classe SEP dans les 6 mois précédant le vol d'évaluation. Le candidat devra passer une évaluation en vol précédée, s'il est titulaire du seul PPL, d'une pré-évaluation théorique.
Le stage s'effectue dans un centre de formation agréé (ATO). 
Pour devenir FI(S), en vue de former à la SPL, le pilote doit avoir 18 ans révolus, avoir réalisé au moins 100 heures de vol et 200 décollages comme Commandant de Bord et réussi un examen théorique et pratique préalablement au début de la formation. Cette dernière est composée de modules théoriques et pratiques et se conclut par un test au sol et en vol par un examinateur d'instructeur (FIE(S)).

## États-Unis
Les appellations des instructeurs aux États-Unis diffèrent quelque peu des appellations européennes. Les programmes sont approuvés par la FAA, équivalent américain de l'EASA.
- Certified Flight Instructor (CFI), peut former sur avion monomoteur.
- Multi Engine Instructor (MEI), peut former sur avion multimoteur.
- Certified Flight Instrument Instructor (CFII), peut former aux qualifications de vol aux instruments IFR